# USS Dallas (DD-199)
USS Dallas (DD-199) là một tàu khu trục lớp Clemson được Hải quân Hoa Kỳ chế tạo vào cuối Chiến tranh Thế giới thứ nhất, được đổi tên thành Alexander Dallas trong Chiến tranh Thế giới thứ Hai và đã tiếp tục phục vụ cho đến khi xung đột kết thúc. Nó là chiếc tàu chiến duy nhất của Hải quân Hoa Kỳ được đặt tên theo Thuyền trưởng Alexander J. Dallas.

## Thiết kế và chế tạo
Dallas được đặt lườn vào ngày 25 tháng 11 năm 1918 tại xưởng tàu của hãng Newport News Shipbuilding & Dry Dock Company ở Newport News, Virginia. Nó được hạ thủy vào ngày 31 tháng 5 năm 1919, được đỡ đầu bởi cô W. D. Strong, chắt của thuyền trưởng Dallas; và được đưa ra hoạt động vào ngày 29 tháng 10 năm 1920 dưới quyền chỉ huy tạm thời của Đại úy Hải quân E. H. Roach cho đến khi Hạm trưởng, Đại úy Hải quân A. R. Early tiếp nhận quyền chỉ huy vào ngày 10 tháng 11 năm 1920.

## Lịch sử hoạt động

### Giữa hai cuộc thế chiến
Sau khi nhập biên chế, Dallas hoạt động dọc theo vùng bờ Đông Hoa Kỳ, tham gia các cuộc thực tập và cơ động từ căn cứ của nó ở Charleston, South Carolina. Nó đi đến Philadelphia, Pennsylvania vào ngày 12 tháng 4 năm 1922 và được cho xuất biên chế tại đây vào ngày 26 tháng 6. Được cho nhập biên chế trở lại vào ngày 14 tháng 4 năm 1925, nó phục vụ cùng nhiều hải đội khu trục khác nhau, hoạt động như là soái hạm cho các hải đội khu trục 9, 7 và 1. Cho đến năm 1941, nó hoạt động dọc theo bờ Đông và tại vùng biển Caribe, tham gia thực hành tác xạ và ngư lôi, cơ động hạm đội và tập trận cũng như tham gia các cuộc tập trận phối hợp Lục quân-Hải quân, huấn luyện nhân sự Hải quân Dự bị, và phục vụ như tàu thử nghiệm tại Trạm Ngư lôi Hải quân ở Newport, Rhode Island.
Vào ngày 9 tháng 1 năm 1932, Dallas khởi hành từ Charleston để đi sang vùng bờ Tây, đi đến San Diego, California vào ngày 21 tháng 3. Nó hoạt động dọc theo vùng bờ Tây và tại vùng biển Hawaii, thực hiện các cuộc thực hành chiến thuật và tham gia tập trận phối hợp hạm đội. Nó khởi hành từ San Diego vào ngày 9 tháng 4 năm 1934 để tham gia cuộc Duyệt binh Hạm đội Tổng thống vào tháng 6 năm 1934 tại New York, rồi các cuộc thực tập chiến thuật tại vùng bờ Đông và vùng biển Caribe. Quay trở lại San Diego vào ngày 9 tháng 11, Dallas tiếp tục hoạt động tại khu vực Thái Bình Dương cho đến năm 1938, thực hiện các chuyến đi đến Hawaii và Alaska.
Dallas hoạt động tại vùng kênh đào Panama từ tháng 5 đến tháng 11 năm 1938, viếng thăm các cảng của nước Cộng hòa Panama; phục vụ cho Hải đội Tàu ngầm 3; và thực hiện chuyến viếng thăm hữu nghị đến Buenaventura, Colombia. Vào ngày 17 tháng 11, nó lên đường quay về vùng bờ Đông, về đến Philadelphia sáu ngày sau đó. Nó lại được cho xuất biên chế vào ngày 23 tháng 3 năm 1939.

### Thế Chiến II
Khi Chiến tranh Thế giới thứ hai nổ ra tại Châu Âu, Dallas được cho nhập biên chế trở lại vào ngày 25 tháng 9 năm 1939 và được phân về Hạm đội Đại Tây Dương, phục vụ như là soái hạm của các hải đội khu trục 41 và 30. Nó tuần tra tại vùng bờ biển Đại Tây Dương và tiến hành các cuộc thực tập huấn luyện cho đến ngày 7 tháng 7 năm 1941, khi nó lên đường đi Argentia, Newfoundland, đến nơi bốn ngày sau đó. Từ ngày 11 tháng 7 năm 1941 đến ngày 10 tháng 3 năm 1942, nó tuần tra tại khu vực giữa Argentia và Halifax, Nova Scotia, hộ tống các đoàn tàu vận tải đi Reykjavík, Iceland và Derry, Bắc Ireland.
Từ ngày 1 tháng 4 đến ngày 3 tháng 10 năm 1942, Dallas hộ tống tàu bè duyên hải đi lại từ New York và Norfolk, Virginia đến Florida, Texas, Cuba, Bermuda cùng các cảng tại vùng biển Caribe. Vào ngày 25 tháng 10, nó rời Norfolk để gia nhập Lực lượng Đặc nhiệm 34 tham gia Chiến dịch Torch, cuộc đổ bộ lực lượng Đồng Minh lên Bắc Phi. Nó có nhiệm vụ chuyên chở một tiểu đoàn biệt kích Lục quân, đưa họ ngược dòng một con sông hẹp, nông và cản trở để chiếm một sân bay chiến lược gần Port Lyautey, Maroc. Vào ngày 10 tháng 11, nó bắt đầu tiến ngược dòng sông Sebou dưới sự dẫn đường của Rene Malavergne, một phi công dân sự, sau này trở thành thường dân đầu tiên được tặng thưởng huân chương Chữ thập Hải quân. Dưới hỏa lực hạng nhẹ và pháo liên tục của đối phương, nó tiến lên dòng sông nông và đầy bùn, suýt va trúng nhiều tàu bị đánh chìm và các vật cản khác, lướt qua một sợi cáp giăng ngang sông để cuối cùng đổ bộ binh lính ngay cạnh sân bay. Thành tích xuất sắc hoàn thành nhiệm vụ này trước nhiều phức tạp không thể lường trước đã mang đến cho nó danh hiệu Đơn vị Tuyên dương Tổng thống. Vào ngày 15 tháng 11, nó rời vùng bờ biển Bắc Phi để quay về Boston, Massachusetts, đến nơi vào ngày 26 tháng 11.
Dallas tiếp tục làm nhiệm vụ hộ tống vận tải giữa Norfolk, New York và New London, Connecticut, thực hiện một chuyến đi đến Gibraltar từ ngày 3 tháng 3 đến ngày 14 tháng 4 năm 1943. Vào ngày 9 tháng 5, nó rời Norfolk để đi Oran, Algeria, đến nơi vào ngày 23 tháng 5, và làm nhiệm vụ tuần tra dọc bờ biển Bắc Phi cho đến ngày 9 tháng 7, khi nó gia nhập Lực lượng Đặc nhiệm 81 hỗ trợ cho trận đổ bộ Gela, Sicily, từ ngày 10 đến ngày 12 tháng 7. Nó quay trở lại nhiệm vụ hộ tống và tuần tra cho đến ngày 7 tháng 9, khi nó tham gia hộ tống một đoàn tàu đổ bộ lên chính quốc Ý. Nó đã hộ tống cho đội vận tải trong cuộc đổ bộ lên Salerno vào ngày 9 tháng 9, rồi tham gia một đoàn tàu vận tải hướng về phía Nam hai ngày sau đó, cứu vớt hai phi công Anh trên đường đi Oran. Nó lại hộ tống cho việc vận chuyển lực lượng tăng cường cho Salerno, rồi phục vụ tuần tra và hộ tống tại Địa Trung Hải cho đến ngày 11 tháng 12, khi nó lên đường quay về vùng bờ Đông, về đến Philadelphia vào đêm vọng Lễ Giáng Sinh.
Sau một đợt đại tu triệt để tại Charleston, Dallas hộ tống hai đoàn tàu đi Bắc Phi từ ngày 23 tháng 2 đến ngày 9 tháng 6 năm 1944. Trong chuyến đi thứ hai, nó bị máy bay ném bom-ngư lôi đối phương tấn công vào ngày 11 tháng 5, nhưng đã bảo vệ thành công các tàu vận tải và đã bắn rơi ít nhất một máy bay và làm hư hại những chiếc khác. Nó phục vụ thêm nhiều nhiệm vụ huấn luyện và hộ tống khác tại vùng bờ Đông cho đến ngày 7 tháng 6 năm 1945, khi nó được lệnh đi đến Philadelphia; trong giai đoạn này, tên nó được đổi thành Alexander Dallas vào ngày 31 tháng 3 để tránh nhầm lẫn với tàu tuần dương hạng nặng Dallas, đang được chế tạo. Nó được cho ngừng hoạt động vào ngày 28 tháng 7 năm 1945 và bị bán để tháo dỡ vào ngày 30 tháng 11 năm 1945.

## Phần thưởng
Dallas được tặng thưởng bốn Ngôi sao Chiến trận cùng một danh hiệu Đơn vị Tuyên dương Tổng thống do thành tích phục vụ trong Thế Chiến II.